# Tokimeki Memorial Only Love
Tokimeki Memorial Only Love (ときめきメモリアル Only Love, Tokimeki Memoriaru Only Love) est un anime de Nobuhiro Takamoto, démarré en 2006 par les studios Anime International Company et basé sur le jeu de simulation de drague éponyme de Konami dont la première itération est apparue en 1994 sur PC-Engine.
Il compte 25 épisodes de 24 minutes.

## Les personnages principaux
- Aoba Riku: 16 ans. Il vient d'être transféré dans un nouveau lycée. Il est la cible du conseil des étudiants.
- Amamiya Sayori : 16 ans. Élève modèle. Douce, belle et serviable, Elle est l'idole de son lycée.
- Kasuga Tsukasa  : 16 ans. Elle fait partie du club de Volley Ball. Elle tombe amoureuse d'Aoba et fait de lui son petit ami sans lui demander son avis.
- Yayoi Mina : 15 ans. Timide, elle fait partie du club de natation et craque pour Aoba.
- Hiyoko-kun : poussin. Toujours affamé et de bon conseil, il se lie d'une étrange amitié avec Aoba. Il ne parle pas le langage des humains, pourtant, avec Aoba, ils se comprennent parfaitement. Il est aussi super fort à la baston !
- Sakurai Haru : Président du conseil des étudiants. C'est lui qui organise les évènements qui se produisent dans le lycée. Il arrive toujours à embarquer Aoba Riku dans les évènements qu'il produit.
- Inukai Koya : Il est dans la même classe que Aoba Riku. Il a l'air froid et distant mais en fait c'est quelqu'un d'assez gentil et serviable.

De plus, beaucoup de personnages secondaires entourent notre héros tels que ses deux amis, les quatre grands sportifs, etc.